# 7. Федис
7. Федис одржан је 18. и 19. октобра 2017. године у Дому Омладине Града Београда. На овом фестивалу, додељено је чак девет награда серијама радио телевизије Србије.

### ФЕДИС 2017.
| Име серије                 | Број епизода | Додатан опис    |
| -------------------------- | ------------ | --------------- |
| Санта Марија дела Салуте   | 11 епизода   |                 |
| Село гори, а баба се чешља | 101 епизода  |                 |
| Војна академија            | 62 епизоде   |                 |
| Убице мог оца              | 53 епизоде   |                 |
| Сумњива лица               | 72 епизоде   |                 |
| Андрија и Анђелка          | 156 епизода  |                 |
| Немој да звоцаш            | 51 епизода   |                 |
| Државни посао              | 1430 епизода |                 |
| Криза средњих година       | 24 епизоде   | Гост из региона |
| Златни двори               | 147 епизода  | Гост из региона |
| Новине                     | 12 епизода   | Гост из региона |
| Горчило                    | 5 епизода    | Гост из региона |

1. Награда за најбољу ТВ серију: Убице мог оца
2. Награда за најбољу режију: Предраг Антонијевић (Убице мог оца)
3. Награда за најбољи сценарио: Бобан Јефтић (Војна академија)
4. Награда за најбољу фотографију: Предраг Јочић (Сумњива лица и Село гори, а баба се чешља)
5. Награда за најбољу монтажу: FILM DE LUX (Сумњива лица)
6. Награда за најбољи костим: Иванка Крстовић (Санта Марија дела Салуте)
7. Награда за најбољу музику: Војкан Борисављевић (Санта Марија дела Салуте)
8. Награда за најбољу глумицу: Милена Васић (Немој да звоцаш)
9. Награда за најбољег глумца: Тихомир Станић (Убице мог оца)
10. Награда за најбољи глумачки пар: Андрија Милошевић и Анђелка Прпић (Андрија и Анђелка)
11. Награда за најбољу ТВ серију из региона приказану у Србији: Горчило
12. Специјална награда ЗЛАТНА АНТЕНА за свеукупан допринос домаћој ТВ продукцији: глумац Лазар Ристовски

#### Жири
1. Зоран Пановић (Главни и одговорни уредник листа ДАНАС)
2. Бранка Оташевић (ТВ критичарка)
3. Мери Билић (Уредница листа ПОЛИТИКА)
4. Ненад Миленковић (Директор и оснивач фестивала)